# Okres Žilina
Okres Žilina je jedním z okresů Slovenska. Leží v Žilinském kraji, v jeho západní části a jeho centrum je zároveň i krajským městem. Na severu hraničí s okresem Bytča, Čadca a Kysucké Nové Mesto, na jihu s okresem Dolný Kubín a Martin. Na západě má pak hranici s okresem Považská Bystrica, Prievidza a Ilava. Okres se rozkládá na severovýchodě bývalé Trenčínské župy. V roce 2022 v okrese žilo 43 lidí s moravskou národností.